# Пам'ятники Сімферополя
Список пам'ятників Сімферополя.
| Назва                                                                                             | Рік встановлення | Розташування | Фото | Короткі відомості |
| Богатикову Юрію                                                                                   | 2004             | вул. Горького, 11 |      | Відкритий 28 лютого 2004. Автор скульптури — Віктор Гордєєв. |
| Бойова машина десанту                                                                             |                  | сквер воїнів-інтернаціоналістів |      | |
| Братам Айвазовським                                                                               |                  | провулок Раднаркомовський (біля Радянської площі). 44°57′9.1″ пн. ш. 34°6′6.1″ сх. д. / 44.952528° пн. ш. 34.101694° сх. д.                                              |      | Пам'ятник Івану і Габріелу Айвазовським. |
| Викладачам і студентам ТНУ, що загинули в 1941—1945 роках в Сімферополі                           |                  | біля головного корпусу Таврійського національного університету. |      | |
| Воїнам визволителям                                                                               |                  | на перетині вулиць Севастопольської і Данилова. 44°55′19.3″ пн. ш. 34°4′45.3″ сх. д. / 44.922028° пн. ш. 34.079250° сх. д.                                               |      | Пам'ятник воїнам звільнювачам, що загинули при відвоюванні Сімферополя 13 квітня 1944 року. Гвардії майор Данилов Н. П. (1921—1944). Червоноармійці Сербінов М. А. (1910—1944), Малков І. М. (1925—1944), Зубенко А. Г. (1912—1944). |
| Воїнам окремої Приморської армії                                                                  | 2010, 7 травня   | на набережній річки Салгиру біля входу в парк імені Гагаріна з вулиці Павленка.                                                                                          |      | |
| Гаспринському Ісмаїлу                                                                             |                  | вулиця Воровського, біля берега Салгиру. |      | |
| Героям, що полягли за владу Рад у 1918—1920 роках в Сімферополі, обеліск                          | 1957             | в Семінарському сквері між вулицями Пушкіна та Героїв Аджимушкая. 44°56′54.1″ пн. ш. 34°5′39.7″ сх. д. / 44.948361° пн. ш. 34.094361° сх. д.                             |      | |
| Петру Григоренку                                                                                  | 1999             | на Радянській площі, біля Будинку кіно 44°57′8.5″ пн. ш. 34°6′11.2″ сх. д. / 44.952361° пн. ш. 34.103111° сх. д.                                                         |      | Погруддя Петра Григоренка, встановлене за ініціативи Меджлісу кримськотатарського народу. Напередодні 18 травня 2024 року окупаційна влада демонтувала пам'ятник українському генералові. |
| Депортованим, меморіал                                                                            |                  | проспект Вернадського, біля огорожі Ботанічного саду ТНУ 44°56′37.6″ пн. ш. 34°7′39.2″ сх. д. / 44.943778° пн. ш. 34.127556° сх. д.                                      |      | |
| Дзержинському Феліксу                                                                             |                  | на території АП «Шкірвзуття», вулиця Об'їздна, 8 біля радіоринку. |      | |
| Дибенку Павлу                                                                                     | 1968             | Сквер ім. 200-річчя Сімферополя біля Радянської площі, де знаходився готель «Європейський». 44°57′6.75″ пн. ш. 34°6′5.35″ сх. д. / 44.9518750° пн. ш. 34.1014861° сх. д. |      | Пам'ятник першому радянському наркомвоєнмору Дибенку Павлу Юхимовичу. Скульптор — Н. П. Петрова. |
| Дітям війни                                                                                       | 2009, травень    | проспект Кірова в сквері перед дитячим садом «Червоні вітрила» |      | Пам'ятник дітям війни, що загинули в Сімферополі під час радянсько-німецької війни. |
| Долгоруковський обеліск                                                                           | 1842, 29 вересня | площа на перетині вулиці Жуковського і вулиці Долгоруковської, біля скверу Перемоги. 44°57′11.68″ пн. ш. 34°5′50.7″ сх. д. / 44.9532444° пн. ш. 34.097417° сх. д.        |      | Перший російський пам'ятник міста. Споруджений на честь Василя Михайловича Долгорукого, російського військового і державного діяча. |
| Жертвам трагедії на ЧАЕС, меморіал                                                                | 2007, 26 квітня  | парк імені Гагаріна. |      | Меморіал складається з символічного пам'ятника, алеї з меморіальними дошками, на яких вказані прізвища загиблих ліквідаторів аварії (окремо встановлена меморіальна дошка ліквідаторам-Героям Радянського Союзу та Героям України). Кам'яний монумент символічний: на постаменті людські долоні, в яких зберігається планета Земля, доля якої залежить від людини. Над долонями чорна арка, до склепіння якої підвішений чорний дзвін — символ траурного набату за загиблими. Вгорі арки православний хрест — символ віри.                                        |
| Журналістам і поліграфам Криму — солдатам Великої вітчизняної війни                               |                  | вулиця Кримської правди, поруч з видавництвом і друкарнею «Таврія». |      | |
| Загиблим працівникам АП «Шкірвзуття»                                                              |                  | на території АП «Шкірвзуття» вулиця Об'їзна, 8, поруч з радіоринком. |      | |
| Захарову Євгену Іларіоновичу                                                                      |                  | вулиця Київська, на території республіканської лікарні імені Семашка |      | |
| Захистникам і звілюнювачам Криму                                                                  | 1944, 3 червня   | сквер Перемоги, біля будівлі Верховної Ради АРК. 44°57′8.7″ пн. ш. 34°5′51.3″ сх. д. / 44.952417° пн. ш. 34.097583° сх. д.                                               |      | Пам'ятник-танк, установлений в пам'ять про відвоювання Сімферополя 13 квітня 1944 частинами 19-го танкового Червонопрапорного Перекопського корпусу. У 2000-х роках через реконструкцію скверу постамент з танком було реконструйовано і перенесено на невелику відстань, ближче до будівлі ВР АРК. |
| Знищеним радянським громадянам у 1941—1944 роках, меморіал                                        |                  | парк на початку вулиці Маршала Жукова. 44°56′24.8″ пн. ш. 34°2′54.2″ сх. д. / 44.940222° пн. ш. 34.048389° сх. д.                                                        |      | Меморіал на місці масових розстрілів радянських громадян у роки радянсько-німецької війни. |
| Денису Колосову, пам'ятний знак                                                                   |                  | вулиця Гагаріна |      | Пам'ятний знак сержанту міліції Денису Колосову. Встановлений на місці де він трагічно загинув 5 січня 2000 року при виконанні службових обов'язків. |
| Кримчанам, що загинули в Афганістані                                                              |                  | сквер воїнів-інтернаціоналістів |      | |
| Кримському вчителю                                                                                |                  | на перетині вулиць Пролетарської та Леніна, перед будівлею Інституту підвищення кваліфікації вчителів.                                                                   |      | |
| Леніну Володимиру Іллічу                                                                          | 1967             | площа Леніна. |      | Скульптор — В. Г. Стамов, архітектор — В. В. Попов |
| Леніну Володимиру Іллічу                                                                          | 1961             | Привокзальна площа |      | Скульптор — Н. П. Петрова. |
| Морозову Георгію Федоровичу                                                                       |                  | Ботанічний сад ТНУ, на могилі вченого |      | |
| Науці                                                                                             |                  | на території Кримського державного інженерно-педагогічного університету, провулок Навчальний                                                                             |      | |
| Невідомому солдату                                                                                | 1975             | Парк імені Гагаріна. 44°57′44.8″ пн. ш. 34°5′39.2″ сх. д. / 44.962444° пн. ш. 34.094222° сх. д.                                                                          |      | Меморіал невідомому солдату відкритий до 30-річчя Перемоги (архітектор Є. В. Попов). До 40-річчя Перемоги у 1985 році він був реконстуйований. У 2009 році — відкриті меморіальні дошки на Алеї Слави, що веде до пам'ятника. |
| Олоферну                                                                                          |                  | |      | Двостороння бетонна інсталяція зображує ханукальну менору. З обох сторін зображена Юдита тримає в руці голову полководця Олоферна. Зображення Юдити однакове з двох сторін, а голова полководця у двох варіантах, що сміється над переможцями і без сміху. На пам'ятнику зображені також пегас, сфінкс, різні птахи, музичний інструмент кіфара, квітка, змії — на кожній стороні різна кількість. Щорічно в свято Хануки за 50 метрів від пам'ятника встановлюється інша менора і проводиться головний обряд свята Хануки, її запалювання. Знищений у 2011 році. |
| Партизанам і підпільникам Великої Вітчизняної війни                                               |                  | в Скверу Миру на вулиці Київській. |      | |
| Пожежникам Криму                                                                                  |                  | вулиця Кечкеметська, біля ГУ МНС України в Криму. |      | |
| Постріл у спину                                                                                   | 2007, 14 вересня | Радянська площа, перед кінотеатром «Сімферополь». 44°57′9.1″ пн. ш. 34°6′10.7″ сх. д. / 44.952528° пн. ш. 34.102972° сх. д.                                              |      | Монумент на згадку про радянських громадян, загиблих від рук українських націоналістів. Автор — скульптор Євген Яблонський. Створений на кошти Комуністичної партії України і жителів Криму. |
| Працівникам і студентам медінституту, що загинули під час радянсько-німецької війни в Сімферополі |                  | біля головного корпусу медичного університету на бульварі Леніна, 5/7. 44°57′38.1″ пн. ш. 34°5′12.7″ сх. д. / 44.960583° пн. ш. 34.086861° сх. д.                        |      | |
| Працівникам кримської міліції                                                                     |                  | проспект Кірова, біля ГУ МВС України в Криму. |      | |
| Працівникам Сімферопольського райвідділу міліції, пам'ятний знак                                  |                  | вулиця Павленка, біля райвідділу міліції. |      | Пам'ятний знак працівникам Сімферопольського районного відділення міліції, що загинули при виконанні службових обов'язків. |
| Самокишу Миколі                                                                                   |                  | біля Кримського художнього училища імені М. С. Самокиша недалеко від парку імені Шевченка                                                                                |      | |
| Святителю Луці, пам'ятник                                                                         | 2010, 18 червня  | вулиця Олександра Невського у сквері святителя Луки. 44°57′9.3″ пн. ш. 34°6′2.6″ сх. д. / 44.952583° пн. ш. 34.100722° сх. д.                                            |      | Пам'ятник релігійному діячеві, архієпископу, і хірургу, професору Валентину Войно-Ясенецькому, відомому як Святитель Лука. Встановлений на території 386-го військового госпіталю Військово-медичного клінічного центру Кримського регіону, до 205-ї річниці з дня заснування цього лікувального закладу. Створений в майстерні кримського скульптора Євгена Яблонського. |
| Святителю Луці, погруддя                                                                          |                  | |      | |
| Пушкіну Олександру Сергійовичу                                                                    | 1967             | на перетині вулиць Пушкіна і Горького, біля Російського театру. 44°57′0.3″ пн. ш. 34°5′50.5″ сх. д. / 44.950083° пн. ш. 34.097361° сх. д.                                |      | Скульптор — О. Ковальов, архітектор — В. П. Мелік-Парсаданов. |
| Семашку Миколі Олександровичу                                                                     |                  | перед Республіканською лікарнею імені М. О. Семашка |      | |
| Семашку Миколі Олександровичу                                                                     |                  | на території Республіканської лікарні імені М. О. Семашка |      | |
| Стевенам                                                                                          |                  | вулиця Гурзуфська, на правому березі Салгиру, в парку «Салгирка». |      | Пам'ятник встановлений на місці будинку, де жив і працював X. X. Стевен, російський ботанік, засновник Нікітського ботанічного саду. |
| Суворову Олександру                                                                               | 1984             | На вершині схилу між набережною Салгиру і готелем «Україна». 44°57′15″ пн. ш. 34°5′58″ сх. д. / 44.95417° пн. ш. 34.09944° сх. д.                                        |      | Пам'ятник Олександру Суворову встановлений на місці, де було земляне укріплення для російського гарнізону, яким командував О. В. Суворов. На цьому місці в 1951 році був встановлений бюст полководця. У 1984 році скульптор Гордєєв і архітектор Полегенький створили новий пам'ятник. Його основа вирішена у вигляді гранітного бастіону. На невеликій скелі височить виконана з кованої міді статуя О. В. Суворова. |
| Пам'ятник Треньову                                                                                | 1958             | парк імені Треньова, вугол вулиці Гоголя і проспекту Кірова. 44°56′46″ пн. ш. 34°5′53″ сх. д. / 44.94611° пн. ш. 34.09806° сх. д.                                        |      | Скульптор — Катерина Бєлашова. |
| Ульянову Дмитру, погруддя                                                                         | 1971, 30 квітня  | в сквері на вулиці Желябова. 44°57′15.7″ пн. ш. 34°5′46″ сх. д. / 44.954361° пн. ш. 34.09611° сх. д.                                                                     |      | Погруддя Дмитра Ульянова. Автори — скульптори Володимир і Надія Петренки, архітектор Є. В. Попов. |
| Франку Івану                                                                                      |                  | на перетині бульвару Франка і вулиці Тренєва. |      | Бюст Івана Франка встановлено в грудні 1998 року до 215-ти річчя міста коштом міського голови Єрмака та колективу «Сімкомунсервісу» на чолі з його директором, Гончаренком. |
| Михайлу Фрунзе, погруддя                                                                          | 1966             | проспект Вернадського перед головним корпусом Таврійського національного університету. 44°56′10.74″ пн. ш. 34°8′2.38″ сх. д. / 44.9363167° пн. ш. 34.1339944° сх. д.     |      | Скульптор В. Петренко, граніт. |
| Хмельницькому Богдану, погруддя                                                                   |                  | На перетині вулиць Богдана Хмельницького та Декабристів в маленькому сквері. 44°57′28.94″ пн. ш. 34°6′23.6″ сх. д. / 44.9580389° пн. ш. 34.106556° сх. д.                |      | Погруддя Богдана Хмельницького з договором у руці, на якому напис «С Россией навеки». Встановлене у 1954 році, скульптори Т. А. Державіна та І. Ф. Стаднюк. |
| Чайковському Петру                                                                                |                  | на набережній Салгиру, біля концертного залу музичного училища. |      | |
| Шевченку Тарасу, погруддя                                                                         |                  | вулиця Севастопольська, перед входом до парку Шевченка. 44°56′5.45″ пн. ш. 34°5′25.35″ сх. д. / 44.9348472° пн. ш. 34.0903750° сх. д.                                    |      | |
|                                                                                                   |                  | |      | |